# John F. Archard
John F. Archard (1918 – 1989) è stato un ingegnere inglese, noto per i suoi studi sull'usura.

## Biografia
Tra gli anni quaranta e cinquanta dello Novecento ha messo a punto un modello analitico utilizzato per descrivere l'usura abrasiva basato sulla teoria del contatto delle asperità, noto in letteratura come equazione dell'usura o equazione di Archard.
Nel 1989 ha ricevuto il Mayo D. Hersey award  per i suoi contributi scientifici nel campo della Tribologia.